# Andrei Codarcea
Andrei Codarcea (n. 5 august 1925, Miercurea Ciuc – d. 16 ianuarie 2003, Middletown, Connecticut) a fost un actor român de teatru și film. A jucat la Teatrul Mic din București.
A absolvit Institutul de Artă Teatrală și Cinematografică din București. S-a căsătorit cu Ileana Codarcea (5 noiembrie 1929 - 16 februarie 2004), absolventă de belle-arte. A emigrat în America în anul 1990, împreună cu soția sa, stabilindu-se în statul Connecticut.

## Distincții
- Ordinul Muncii clasa a II-a (26 august 1954) „pentru merite deosebite în realizarea filmelor «Nepoții Gornistului» și «Răsare soarele» (Nepoții Gornistului seria a II-a)”[2]

## Filmografie
- În sat la noi (1951) - argatul Mihăilă
- Mitrea Cocor (1952) - prof. Ochi-Verzi
- Nepoții gornistului (1953) - Pintea Dorobanțu / Cristea Dorobanțu
- Răsare soarele (1954) - Oprea Dorobanțu / Pintea Dorobanțu / Cristea Dorobanțu
- După concurs (1955) - secretarul de partid Vasile Ilieș
- Mingea (1959)
- A fost prietenul meu (1961)
- Moartea căprioarei (1969) - tata
- Ofițerul recrutor (1969) - fierar
- Viata ce ți-am dat (film TV, 1971)
- Cireșarii (serial TV, 1972)
- Sfînta Tereza și diavolii (1972) - plutonierul german Helmuth
- Despre o anumită fericire (1973)
- Când trăiești mai adevărat (film TV, 1974)
- Dincolo de nisipuri (1974)
- Tată de duminică (1975) - șoferul Neagu
- Singurătatea florilor (1976) - muncitorul Tănăsache, coleg de serviciu cu Dumitru Pavel
- Domnișoara Nastasia (film TV, 1976)
- Prin cenușa imperiului (1976) - interpretul sârb
- Accident (1977) - Ion Nedelcea, șofer la un SMT, fost pușcăriaș
- Profetul, aurul și ardelenii (1978) - John Ambler, tatăl lui June
- Bietul Ioanide (1980) - mareșalul Curții Regale, Leon Cornescu
- Vînătoarea de vulpi (1980)
- Munții în flăcări (1980) - țăranul Simion
- Înghițitorul de săbii (1982)
- Să mori rănit din dragoste de viață (1984) - grevistul comunist Neagoe
- Dreptate în lanțuri (1984)
- Fapt divers (1985)
- Umbrele soarelui (1988)